# Tablični računalnik
Táblični računálnik (tudi táblica) je majhen prenosni računalnik z zaslonom na dotik ali grafično tablico kot glavno vhodno napravo namesto miške in tipkovnice. Od podobnih dlančnikov se tablični računalniki ločijo po tem, da so po preostalih specifikacijah navadni osebni računalniki, na katere je možno namestiti vso programsko opremo, združljivo s standardom IBM PC.
Glede na namen uporabe je pomembno tudi, kateri operacijski sistem izberemo. Poznamo sisteme, kot so Android, iOS, windows Phone. Za osnovno uporabo je najbolj praktičen Android oz. iOS, za poslovno uporabo pa je tablični računalnik s sistemom Windows najboljša izbira, saj je veliko bolj prilagodljiva z osebnimi računalniki PC.